# Linden (Guyana)
Linden je druhé největší město Guyany, hned po Georgetownu. Je hlavním městem regionu Uper Demerara-Berbice, nachází se v nadmorské výšce 48 m a má okolo 60 000 obyvatel. Jeho středem protéká řeka Demerara.
V roce 1970 byly tři starší vesnice (Wismar, MacKenzie a Christianburg) spojeny do jediného sídla, Lindenu. Díky těžbě bauxitu se nové město poměrně rychle rozvíjelo. V jeho blízkosti vznikly velmi rychle továrny, zpracovávající bauxitovou rudu a vyrábějící elementární hliník, či přímo výsledný kov. Pojmenováno bylo po tehdejším prezidentovi Guyany, jehož druhé jméno bylo Linden. S guyanskou metropolí Georgetownem je spojeno moderní silnicí. Pro nákladní dopravu se využívá také řeka Demerara.